# Huriel
Pour l’article ayant un titre homophone, voir Uriel.
Huriel [Latin : Uriaco] est une commune française, située dans le département de l'Allier en région d'Auvergne-Rhône-Alpes.
Ses habitants sont appelés Huriélois et Huriéloises.

## Géographie
Le paysage est caractérisé par à la fois par le bocage bourbonnais et se révèle être la porte de la Châtaigneraie bourbonnaise.

### Localisation
Selon les calculs, Huriel est considérée comme l'une des 7 communes du centre de la France.
Huriel est limitrophe avec 6 communes :

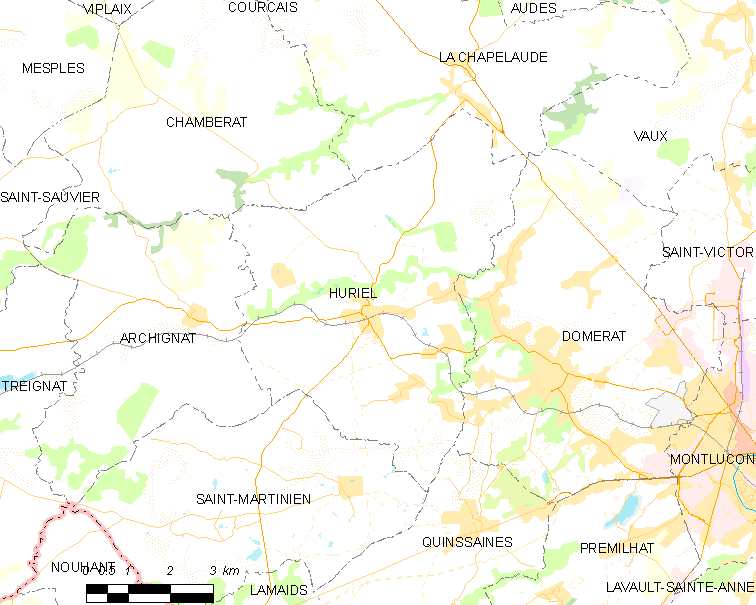
Carte de la commune de Huriel et de ses proches communes.

### Hydrographie
La commune est traversée par la Magieure, affluent de rive gauche du Cher. Le bourg d'Huriel domine le vallon de la Magieure, qui passe à quelques centaines de mètres au nord.

### Voies de communication et transports
La commune est située sur le sentier de grande randonnée de pays : Sur les pas des maîtres sonneurs.
Le centre-ville est traversé par la RD 916 reliant Boussac à Montluçon. La voie rapide RN 145 (RCEA) est située à proximité et est accessible par l'échangeur 41 situé sur la commune de Lamaids.
- RD 40 : vers La Chapelaude
- RD 71 : vers Chambérat
- RD 114 : vers Vaux
- RD 151 : vers Quinssaines
- RD 916 : vers Domérat

### Climat
Pour des articles plus généraux, voir Climat d'Auvergne-Rhône-Alpes et Climat de l'Allier.
En 2010, le climat de la commune est de type climat océanique dégradé des plaines du Centre et du Nord, selon une étude du CNRS s'appuyant sur une série de données couvrant la période 1971-2000. En 2020, Météo-France publie une typologie des climats de la France métropolitaine dans laquelle la commune est dans une zone de transition entre le climat océanique altéré et le climat de montagne ou de marges de montagne et est dans la région climatique Ouest et nord-ouest du Massif Central, caractérisée par une pluviométrie annuelle de 900 à 1 500 mm, maximale en automne et en hiver.
Pour la période 1971-2000, la température annuelle moyenne est de 10,6 °C, avec une amplitude thermique annuelle de 15,6 °C. Le cumul annuel moyen de précipitations est de 830 mm, avec 11,2 jours de précipitations en janvier et 7,2 jours en juillet. Pour la période 1991-2020, la température moyenne annuelle observée sur la station météorologique de Météo-France la plus proche, sur la commune de Montluçon à 10 km à vol d'oiseau, est de 12,0 °C et le cumul annuel moyen de précipitations est de 637,1 mm,. Pour l'avenir, les paramètres climatiques de la commune estimés pour 2050 selon différents scénarios d'émission de gaz à effet de serre sont consultables sur un site dédié publié par Météo-France en novembre 2022.

## Urbanisme

### Typologie
Au 1er janvier 2024, Huriel est catégorisée commune rurale à habitat dispersé, selon la nouvelle grille communale de densité à 7 niveaux définie par l'Insee en 2022.
Elle est située hors unité urbaine. Par ailleurs la commune fait partie de l'aire d'attraction de Montluçon, dont elle est une commune de la couronne,. Cette aire, qui regroupe 58 communes, est catégorisée dans les aires de 50 000 à moins de 200 000 habitants,.

### Occupation des sols

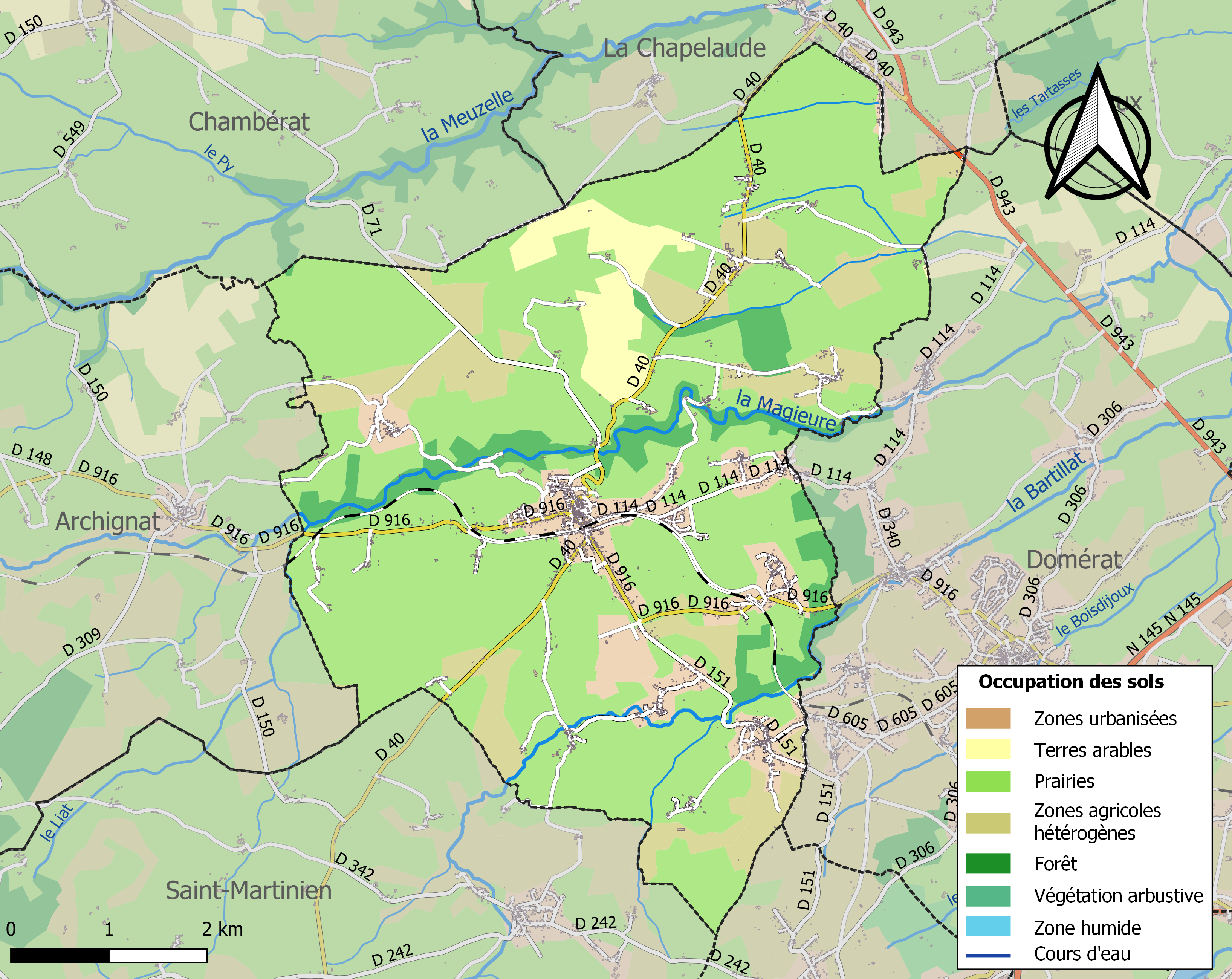
Carte des infrastructures et de l'occupation des sols de la commune en 2018 (CLC).

L'occupation des sols de la commune, telle qu'elle ressort de la base de données européenne d’occupation biophysique des sols Corine Land Cover (CLC), est marquée par l'importance des territoires agricoles (84,1 % en 2018), en diminution par rapport à 1990 (85,1 %). La répartition détaillée en 2018 est la suivante : 
prairies (67,7 %), zones agricoles hétérogènes (12,5 %), zones urbanisées (7,5 %), forêts (7,2 %), terres arables (3,9 %), mines, décharges et chantiers (1,1 %).
L'IGN met par ailleurs à disposition un outil en ligne permettant de comparer l’évolution dans le temps de l’occupation des sols de la commune (ou de territoires à des échelles différentes). Plusieurs époques sont accessibles sous forme de cartes ou photos aériennes : la carte de Cassini (XVIIIe siècle), la carte d'état-major (1820-1866) et la période actuelle (1950 à aujourd'hui).

## Toponymie
Huriel est nommé Uriat en marchois, dialecte qui est traditionnellement parlé dans la région de Montluçon. La commune fait, en effet, partie du Croissant, zone où se rejoignent et se mélangent la langue occitane et la langue d'oïl (ici berrichon).

## Histoire
Adélaïs d’Huriel (vers 1040-après 1097), fille d’Humbaud, seigneur d’Huriel et de Dèce de Bourbon, mariée à Rainaud III d'Aubusson (vers 1025-30 mars 1069). Rainaud III d'Aubusson restitue le monastère de Roseilles à l’église collégiale de Saint-Yrieix-la-Perche.
Huriel est une ancienne ville close et baronnie, qui fut autrefois un lieu militaire stratégique qu'utilisèrent les Bourbons. 
La commune conserve aujourd'hui deux vestiges de son histoire : un donjon seigneurial et une église, jadis siège d'un prieuré bénédictin. Ces édifices remarquables, tous deux des XIe et XIIe siècles, sont classés monuments historiques.
La baronnie d'Huriel fut acquise sur Anne Faure, veuve de Thomas Le Lièvre, marquis de Fourilles, ancien président au Grand Conseil, par Étienne Jehannot (1610-1701), secrétaire du roi, conseiller au Grand Conseil, garde du Trésor royal, par acte du 12 août 1673. Son petit-fils, Louis-Joachim (1711-1748), fut créé marquis de Bartillat d'Huriel par lettres de mars 1744, unissant à la baronnie d'Huriel les terres de Bartillat, Treignat, etc. Le nouveau marquis de Bartillat, sgr de Laage, Villot, Maussat, gendre de Louis Pouyvet de La Blinière, obtient la même année (1744) l'agrément du régiment de dragons de Nicolaï, qu'il avait acheté pour 120 000 £. Mais il mourut quatre ans plus tard à Digne le 10 sept 1748, âgé de 37 ans, faisant perdre à sa famille le prix du régiment. Son fils, Louis-François-Jules, fut colonel et maréchal de camp, émigra et mourut à Trèves en 1792. Son fils Armand semble avoir résidé à Saint-Martinien et fut confirmé marquis en 1826.
À la Révolution, les anciennes paroisses de Neuvéglise et de Saint-Christophe ont fusionné avec Huriel.
Au siècle dernier, un grand vignoble constituait la principale richesse de la commune d'Huriel et la quasi-totalité de la population vivait de la vigne, qui couvrait alors 1 200 hectares. En 1886, le phylloxéra a ravagé la vigne et, aujourd'hui, seuls une dizaine d'hectares subsistent, qui font partie du vignoble de la région de Montluçon.
Depuis la quasi-disparition de la vigne, la population d'Huriel est devenue essentiellement ouvrière et agricole. Il ne reste qu'un seul viticulteur professionnel, au domaine du Champ de la Ronde.

## Politique et administration

### Liste des maires
| Période                                  | Période                   | Identité             | Étiquette     | Qualité                                                                       |
| ---------------------------------------- | ------------------------- | -------------------- | ------------- | ----------------------------------------------------------------------------- |
| Les données manquantes sont à compléter. |                           |                      |               |                                                                               |
| 1892                                     | 1908 (démission)          | Charles Sauvanet     | POF puis SFIO | Négociant Député de l'Allier (1893 → 1902)                                    |
| 1908                                     | ?                         | Pierre Sauvanet      | SFIO          |                                                                               |
| 1947                                     | 1977                      | Émile Chabridon      | SFIO puis PS  | Professeur puis directeur de CEG Suppléant du député Jean Nègre (1962 → 1968) |
| 1983                                     | 1992 (décès)              | Paul Micheau         |               |                                                                               |
| 1992                                     | juin 1995                 | Maurice Desgranges   |               |                                                                               |
| juin 1995                                | mai 1998                  | René Lambré          |               |                                                                               |
| mai 1998                                 | mars 2008                 | Jane Galleazzi       | PS            | Directrice d'école Conseillère régionale d'Auvergne (2004 → 2010)             |
| mars 2008                                | mars 2014                 | Gérard Bouricat      | PS            |                                                                               |
| mars 2014                                | En cours (au 4 juin 2020) | Stéphane Abranowitch | DVD           | Chef d'entreprise Réélu en mai 2020 Conseiller départemental depuis 2021      |

## Population et société

### Démographie
L'évolution du nombre d'habitants est connue à travers les recensements de la population effectués dans la commune depuis 1793. Pour les communes de moins de 10 000 habitants, une enquête de recensement portant sur toute la population est réalisée tous les cinq ans, les populations de référence des années intermédiaires étant quant à elles estimées par interpolation ou extrapolation. Pour la commune, le premier recensement exhaustif entrant dans le cadre du nouveau dispositif a été réalisé en 2007.

En 2022, la commune comptait 2 568 habitants, en évolution de −3,6 % par rapport à 2016 (Allier : −1,38 %, France hors Mayotte : +2,11 %).
| 1793  | 1800  | 1806  | 1821  | 1831  | 1836  | 1841  | 1846  | 1851  |
| ----- | ----- | ----- | ----- | ----- | ----- | ----- | ----- | ----- |
| 1 331 | 1 428 | 1 840 | 2 260 | 2 407 | 2 730 | 2 918 | 2 811 | 2 842 |

| 1856  | 1861  | 1866  | 1872  | 1876  | 1881  | 1886  | 1891  | 1896  |
| ----- | ----- | ----- | ----- | ----- | ----- | ----- | ----- | ----- |
| 2 699 | 2 760 | 2 988 | 3 026 | 3 020 | 3 032 | 3 107 | 3 120 | 2 912 |

| 1901  | 1906  | 1911  | 1921  | 1926  | 1931  | 1936  | 1946  | 1954  |
| ----- | ----- | ----- | ----- | ----- | ----- | ----- | ----- | ----- |
| 2 921 | 2 863 | 2 835 | 2 433 | 2 374 | 2 275 | 2 155 | 2 216 | 2 209 |

| 1962  | 1968  | 1975  | 1982  | 1990  | 1999  | 2006  | 2007  | 2012  |
| ----- | ----- | ----- | ----- | ----- | ----- | ----- | ----- | ----- |
| 2 254 | 2 237 | 2 147 | 2 347 | 2 606 | 2 377 | 2 450 | 2 460 | 2 663 |

| 2017  | 2022  | - | - | - | - | - | - | - |
| ----- | ----- | - | - | - | - | - | - | - |
| 2 646 | 2 568 | - | - | - | - | - | - | - |

Au recensement de 2012, Huriel est la 20e commune du département et la 84e de la région d'Auvergne en nombre d'habitants. Par rapport au recensement de 2007, la commune a enregistré un gain de 203 habitants, 3e ex æquo avec Abrest.

## Économie

### Revenus de la population
En 2011, le revenu fiscal médian par ménage s’élevait à 28 231 €, ce qui plaçait Huriel au 19 151e rang des communes de plus de 49 ménages en métropole.

### Entreprises et commerces: village d'artistes
Depuis 2006, le village accueille des artistes et artisans d'art, sous l'impulsion de la communauté de communes.

## Culture locale et patrimoine

### Monuments et patrimoine bâti
Huriel offre au visiteur un patrimoine d'un intérêt historique et architectural certain. La commune possède sur son territoire deux monuments remarquables :
- l'église romane Notre-Dame d'Huriel[32] du XIe siècle, jadis siège d'un prieuré bénédictin. Le prieuré dépendait de la riche et puissante abbaye clunisienne de Déols, en Berry. L'architecture soignée de l'église mêle les influences berrichonnes (secretariae, passages berrichons, nef charpentée), auvergnates (clocher octogonal qui rappelle ceux des églises romanes majeures) et limousines (cordons de billettes qui courent autour des baies). Elle est classée monument historique depuis 1862 ;

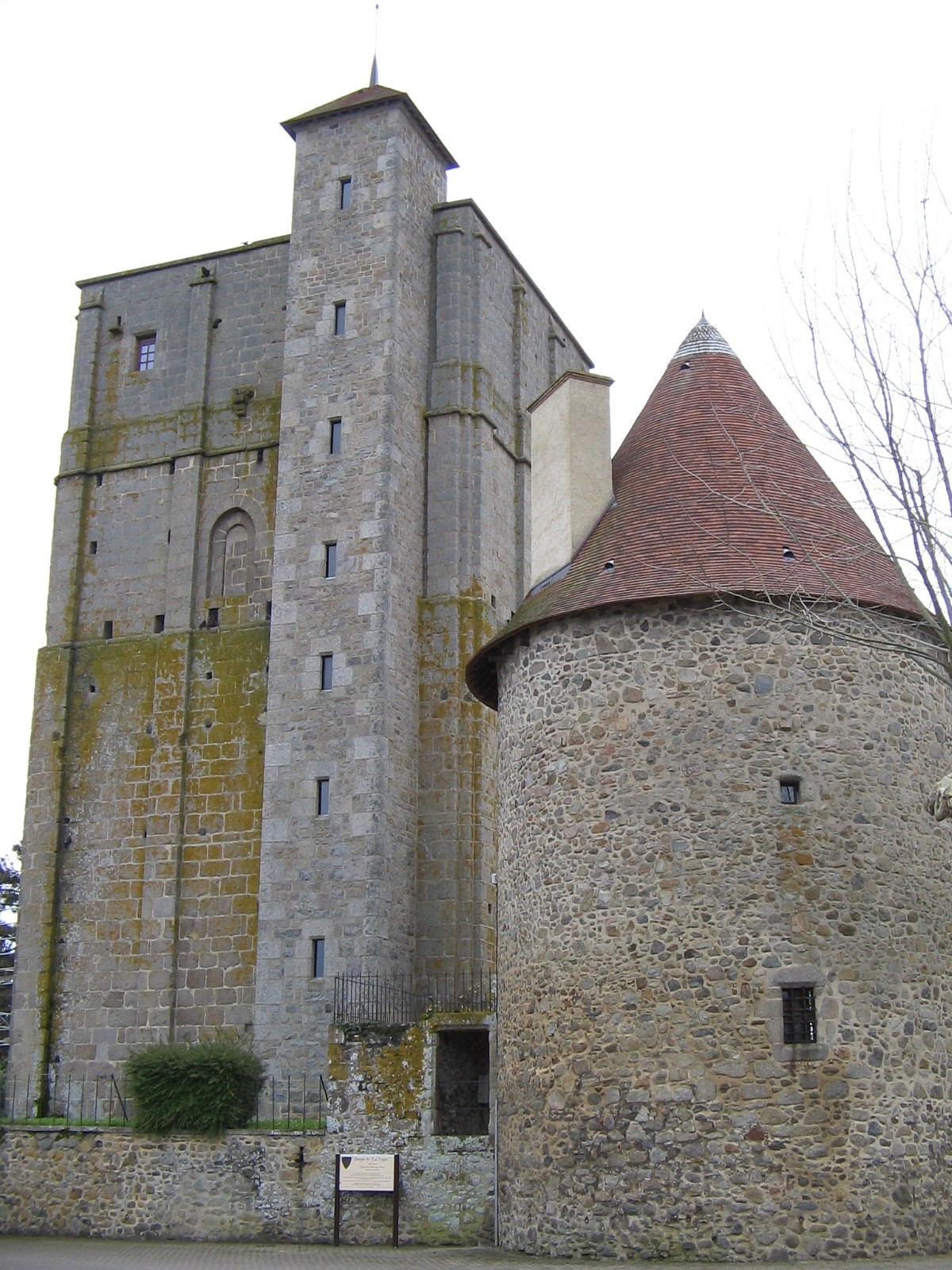
Le donjon de la Toque.

- plus connu sous le nom populaire de « la Toque »[33],[34], en raison de son ancienne toiture en forme de toque pointue, le donjon roman d'Huriel à contreforts plats de 10 × 12 m de côté et haut de 33 m[35] est l'un des donjons quadrangulaires français, au même titre que ceux de Montrichard, Beaugency ou Loches. Vestige de l'ancien château des seigneurs, entouré de fossés jusqu'au milieu du siècle dernier, il est entièrement construit en blocs de granit régional. Quatre campagnes de construction seront nécessaires pour parvenir à ce que sera le château d'Huriel au temps de sa splendeur (XVe – XVIe siècle). Les retraits qui soulignent les deux étages supérieurs correspondent peut-être à des campagnes différentes. Au XVe siècle on perce sur les faces est et sud des fenêtres à croisées. Au XIXe siècle est accolée sur la face nord une tourelle carrée d'escalier. Il subsiste deux tours d'angles du XVe siècle sur quatre, reliées entre elles par des courtines, d'une enceinte extérieure[35]. Ayant essentiellement une vocation défensive, le château est laissé à l'abandon jusqu'en 1879 quand il est racheté par la commune. Il est classé monument historique depuis 1885 et abrite aujourd'hui un musée. Le musée comprend une salle présentant l'histoire des seigneurs d'Huriel et des salles rappelant le passé viticole de la ville ;
- le pont de Courtioux, sur le Bartillat, est un pont médiéval  à deux arches et sans parapet, appelé erronément « pont romain ».

### Patrimoine culturel
- Le musée d'Huriel, dans la Toque, retrace l'histoire locale et la tradition viticole de la commune.

### Maison des sciences d'Huriel
La maison des sciences d'Huriel est un lieu dans lequel on peut venir réaliser des expériences et découvrir des phénomènes dans les mathématiques, l'électricité, la mécanique, l'optique, l'acoustique, l'informatique… Parmi les expériences, on peut créer des étincelles avec une lime, des images de synthèse, des ombres chinoises, réaliser un aimant avec de l'électricité…

### Personnalités liées à la commune
- La famille de Brosse dont Jean Ier de Brosse, maréchal de France et compagnon de Jeanne d'Arc.
- Philippe Fargin-Fayolle (1814-1879), instigateur de l'insurrection républicaine de la Brande des Mottes en 1849, conseiller général en 1871. Frère du député Sébastien Fargin-Fayolle.
- Jean Larmanjat, ingénieur en mécanique et inventeur du monorail Larmanjat, né en 1826 à Huriel.
- Charles Sauvanet (1851-1939), maire d'Huriel, député de l'Allier, né et mort à Huriel.
- Jean Quinault est un des martyrs de Vingré, fusillé le 4 décembre 1914 à Vingré ; son nom est inscrit sur le monument aux morts d'Huriel[36]. Sa tombe à Vallon-en-Sully dans l'Allier porte l'inscription « Martyr de Vingré »[37]. Il a été réhabilité en 1921.

### Héraldique
| Blason de Huriel | Blason  | D'azur à trois gerbes d'or liées de gueules. |
| Blason de Huriel | Détails | Ce sont celles de la famille de Brosse, seigneurs d'Huriel, armes parlantes qui représentent des fagots de broussaille, brosse désignant étymologiquement un lieu planté de broussaille. (Armorial des maisons d'Europe) |

## Sport
La commune est balisée pour les randonnées pédestres, en VTT et avec des ânes.

### Équipements sportifs
- salle des sports ;
- stade.